# Scaptodrosophila victoria
Scaptodrosophila victoria är en tvåvingeart som först beskrevs av Sturtevant 1942.  Scaptodrosophila victoria ingår i släktet Scaptodrosophila och familjen daggflugor. Inga underarter finns listade i Catalogue of Life.